# Zweedstalige Wikipedia
De Zweedstalige uitgave van Wikipedia is een online encyclopedie (Zweeds: svenskspråkiga Wikipedia). De wikipediaversie werd opgericht in mei 2001 en was daarmee de vierde wikipediaversie, na de Duitstalige Wikipedia, na de Engelstalige en Catalaanstalige Wikipedia.
De Zweedstalige Wikipedia omvat 2,6 miljoen artikelen daarmee is ze de vijfde grootste wikipediaversie.

## Geschiedenis
Nadat Jimmy Wales de Engelstalige Wikipedia pagina had opgericht, had hij een mailwisseling met de Zweedse systeemarchitect Linus Tolke. Hij besloot een Zweedstalige wikipediaversie op te richten. De website kwam tot stand in mei 2001. In het begin waren er slechts enkele wikipediapagina's die allemaal geschreven waren door Linus Tolke.
De Zweedse Wikipediagemeenschap was de eerste die een orgaan oprichtte voor het oplossen van interne geschillen. Op 24 november 2002 werd de Zweedse "Wikipedia Tinget" het prototype voor een interne Arbitragecommissie, waarmee de Zweedse gemeenschap zich onafhankelijk maakte van het moederbedrijf Bomis en de persoonlijke supervisie van Bomis-CEO Jimmy Wales.
In oktober 2002 steeg het aantal wikipedia-artikelen van net 400 naar 1700 in een maand tijd. De maand daarop steeg het aantal wikipedia-artikelen naar 44 000. In de jaren daarop bleef het aantal pagina's toenemen waardoor in 2012 de mijlpaal van 500 000 artikelen overschreden werd. Dat komt overeen met 102 gedrukte encyclopedieboeken. Later, in 2015, werd ook de mijlpaal van 2 000 000 overschreden.

## Bijzondere portalen
Net zoals de Nederlandstalige Wikipedia, heeft de Zweedstalige verschillende portalen. In deze portalen staan artikelen die over een bepaald thema gaan of/en een bepaalde eigenschap beziten. Op de Zweedstalige Wikipedia kan een artikel de kwalificatie utmärkt artikel (goed artikel) krijgen. Om deze kwalificatie te krijgen moet het artikel aan een aantal voorwaarden voldoen. Het moet: goed geschreven zijn, toereikende bronnen hebben en illustrerend zijn. Dit is geen uniek concept voor de Zweedstalige wikipediapagina. De Engelstalige wikipediapagina doet dit ook. Er bestaan nog andere portalen zoals de gekozen afbeelding en het Scandinavisch artikel van de dag. Het Scandinavisch artikel van de dag is in het Noors (bokmål), Noors (nynorsk), Zweeds of Deens geschreven.

## Voorbeeldartikelen
Voorbeelden van Zweedse wikipedia-artikelen:
- nederländska
- Riksantikvarie
- Gotland

Voorbeelden van "utmärkta artiklar" (goede artikelen):
- Djursholm
- Forntida Egypten
- Akemeniderna